# 노키아 3220

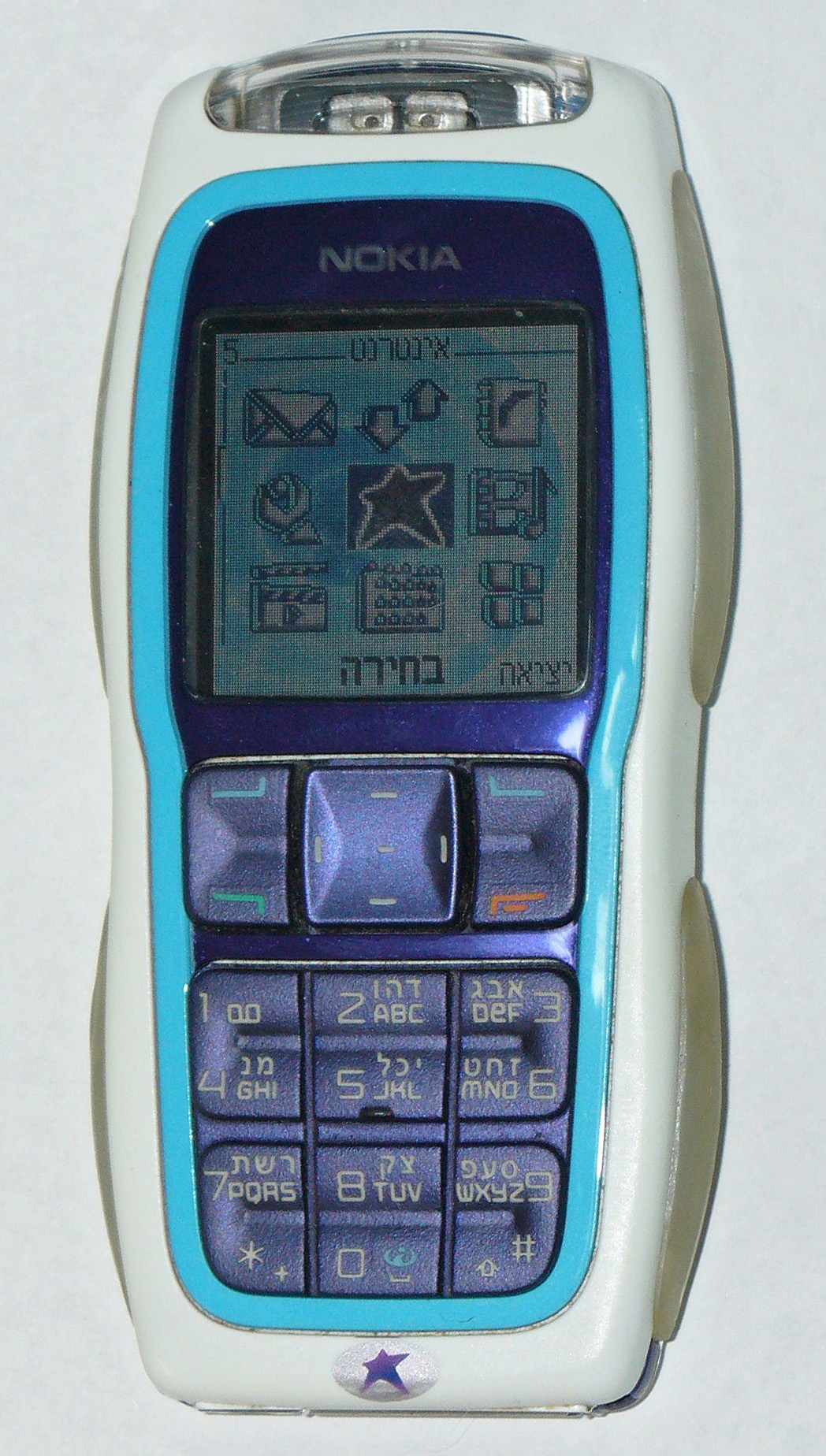
노키아 3220

노키아 3220(Nokia 3220)은 노키아의 GSM, 시리즈 40 휴대폰이다. 노키아 3220은 LED 조명과 Xpress-on 커버를 갖춘 "재미있는" 장치로 2004년 5월 31일에 출시되었다. XHTML 브라우저와 POP3/IMAP 이메일 클라이언트를 통해 인터넷에 대한 완전한 액세스를 제공하는 최초의 보급형 전화기였다. 트라이밴드 카메라폰은 인터넷 연결을 위해 GPRS와 EDGE를 사용한다.
이 전화기는 노키아 3200의 업그레이드로 볼 수 있다. 3200과 마찬가지로 사용자가 맞춤형 후면 플레이트를 만들 수 있다. 스텐실은 팩에 포함되어 있다. 적외선, 내장 FM 라디오 등의 기능은 제거된 반면 리드미컬한 LED 깜박임(양쪽에 2개), 웨이브 메시징, 음성 다이얼링, 테마, 비디오 레코더 등의 새로운 기능이 추가되었다. 옵션인 페이스 플레이트를 추가하면 휴대폰을 앞뒤로 빠르게 흔들면 가벼운 텍스트 메시지가 공중에 생성된다. 휴대폰의 Pop-Port를 사용하여 FM 라디오를 추가할 수 있다. 3220은 16비트(65,536) 컬러 화면을 갖추고 있으며 이는 3200의 12비트(4096) 컬러 화면보다 개선된 것이다. 또한 이 전화기는 3200보다 내부 메모리가 더 많다. CIF 카메라도 0.3메가픽셀 VGA(사진의 경우 640x480 해상도)로 업그레이드되었으며 비디오 녹화(128x96) 기능을 갖추고 있다. 노키아 3220은 무게가 86g에 불과해 매우 가볍다. 노키아 CA-42 Pop-Port 케이블을 통해 전화기를 컴퓨터에 연결할 수 있다.
전화기에는 많은 사람들에게 (데이터 처리 측면에서) 매우 느린 것처럼 보이는 내장 브라우저가 있다. 모든 형식의 파일을 다운로드할 수 있지만 SIS, SVG, WAV, MP3, MP4 등의 파일은 열 수 없다. 저작권으로 보호되는 많은 파일을 다운로드한다. 이러한 파일은 MMS를 통해 전송할 수 없다. 이 전화기는 100KB 미만의 MMS를 지원한다. 자바 게임이나 애플리케이션은 120kb 미만이어야 하며, 그렇지 않으면 휴대폰에서 실행할 수 없다. 메모리가 부족하고 RAM 부족으로 인해 자바 애플리케이션이 중지되는 경우가 많다.
2004년 11월 노키아는 3220용 NFC(근거리 무선 통신) 셸을 출시하여 추가 기능이 포함된 경우 3220 노키아 최초의 NFC 기술이 적용된 모델이 되었다.
지원되는 형식은 다음과 같다.
- 이미지: JPG, JPEG, BMP, WBMP, PNG, GIF
- 사운드: MID, AMR, MP3(펌웨어 v5.10 이상만 해당)
- 자바: JAR, JAD
- 테마: NTH

## 버전
- 유럽/아시아/아프리카용 노키아 3220 - GPRS 및 EDGE 기술이 적용된 GSM 900/1800/1900.
- 북미용 노키아 3220b - GPRS 및 EDGE 기술이 적용된 GSM 850/1800/1900.